# Little Goolengook River
Der Little Goolengook River ist ein Fluss im östlichen Gippsland im Osten des australischen Bundesstaates Victoria.
Der Fluss entspringt unterhalb des Bee Tree Hill in einer Höhe von 726 m und mündet nach ungefähr sieben Kilometern in den Goolengook River.